# ブレク

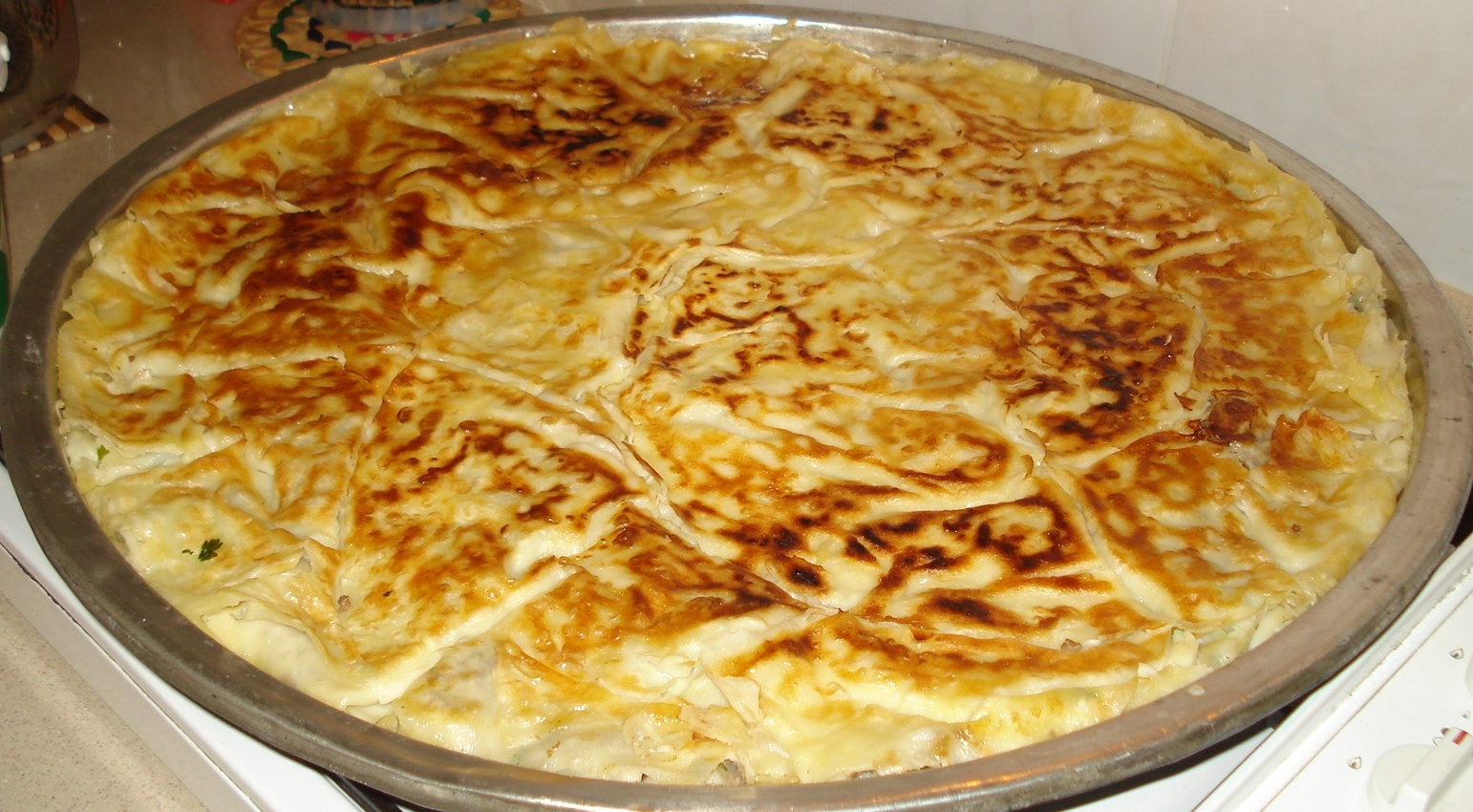
トルコのブレク（ボレク）

ブレク（burek, トルコ語: börek, クルド語: boreg, アルメニア語: Բյորեկ, Բուրեկ, アゼルバイジャン語: piroq, ギリシア語: μπουρέκι, μπουρεκάκι, ラディーノ語: las burekas, bureka (בורקה ,בורק‎), ヘブライ語: בורקס‎, ブルガリア語: бюрек, セルビア語: бурек, アラビア語: بوريك）は、トルコ発祥のパイに似た料理。
穀粉で作った生地フィロの中にチーズや肉などを詰めて作る。トルコのほか、アラブ世界や、ギリシャ、バルカンなどの旧オスマン領地域で食べられ、トルコではボレク (börek)、チュニジアではブリーク (brik)、アゼルバイジャンではピロク (Piroq) などと呼ばれる。
トルコでは白チーズ(en)とパセリを巻いて揚げたものを、外見を葉巻(シガロ)に見立てて「シガロボレイ」という。

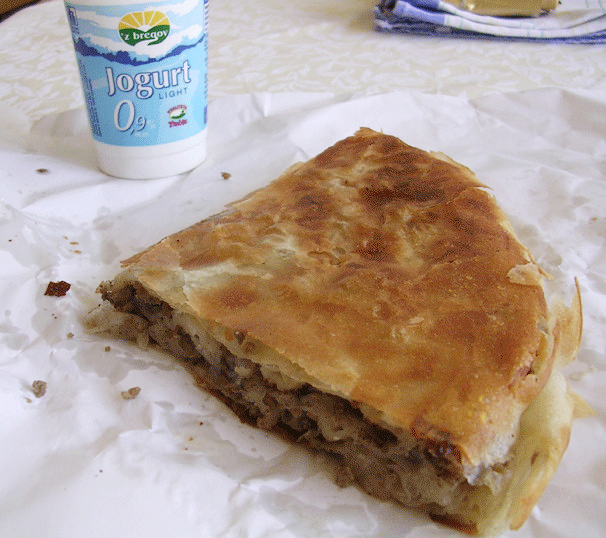
肉を詰めたブレク
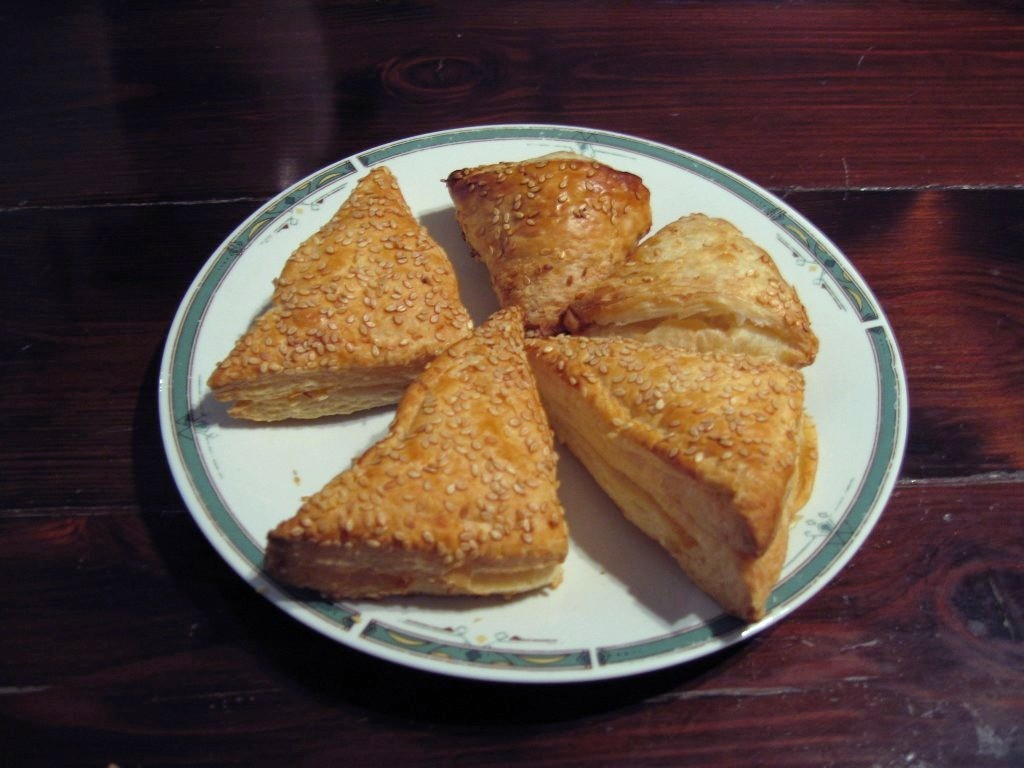
チーズとポテトを詰めたブレク
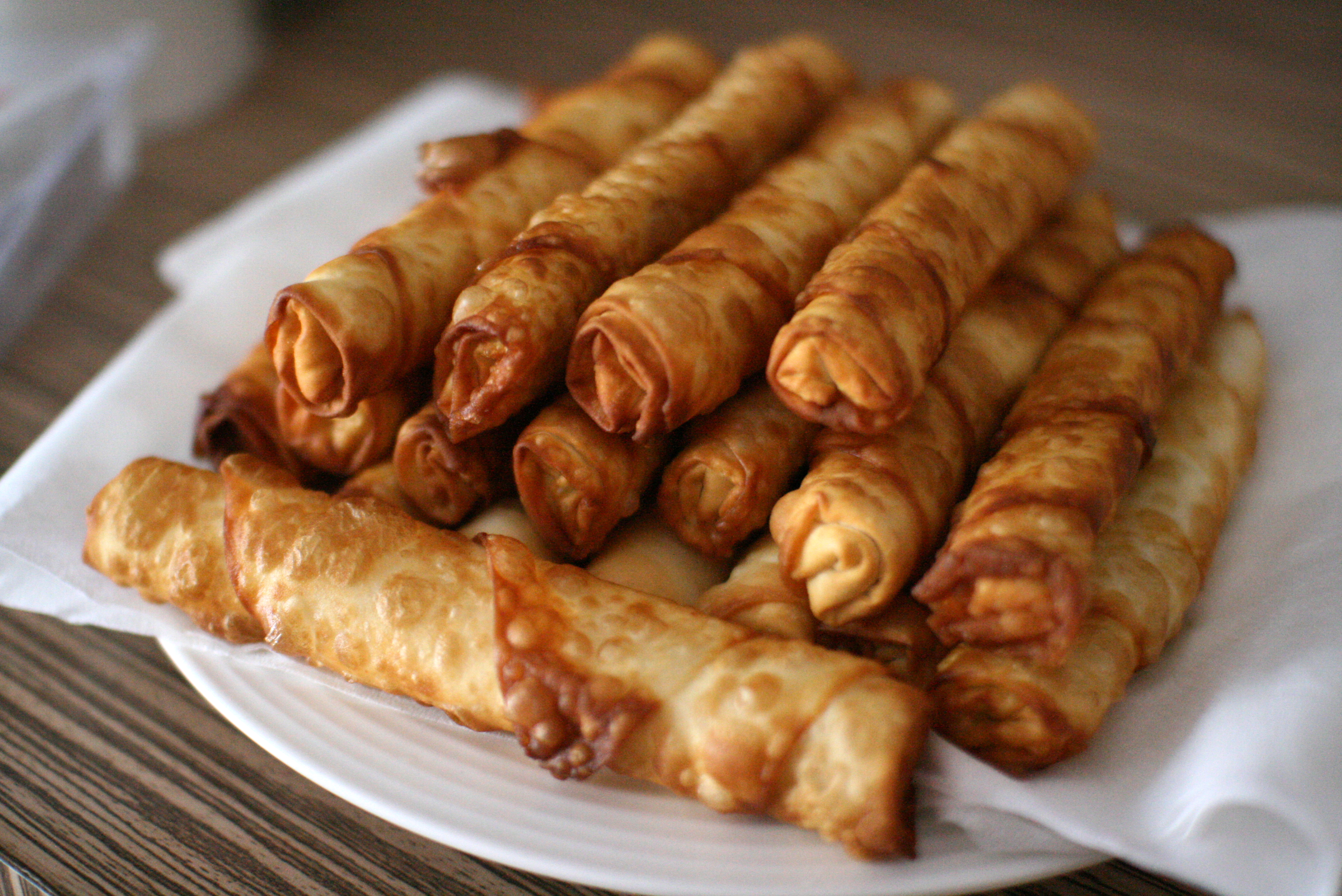
トルコのブレク（ボレク）。いわゆるシガロボレイ
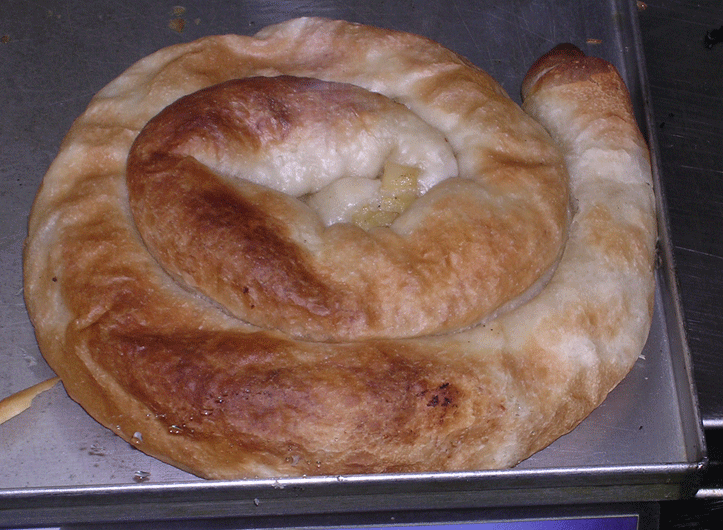
ボスニアのブレク
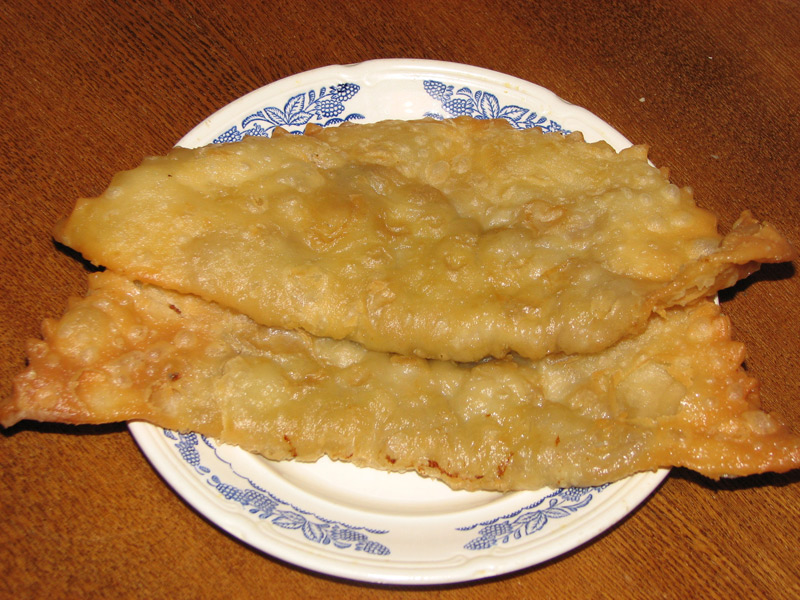
チェブレキ（タタールスタンのブレク）